# Gyula Károlyi
El conde Gyula Károlyi de Nagykároly (7 de mayo de 1871-23 de abril de 1947) fue un político conservador húngaro, que desempeñó el cargo de primer ministro de 1931 a 1932, tras la caída del Gobierno de Esteban Bethlen. Anteriormente había encabezado un Gobierno contrarrevolucionario con sede en Szeged bajo protección francesa durante varios meses de 1919, coincidiendo con la República Soviética de Hungría. Trató de continuar en la línea conservadora tradicionalista de su predecesor, pero fracasó en su intentó de sacar a Hungría de la crisis económica. Fue sustituido por el filofascista Gyula Gömbös.

## Primeras actividades
Nació en Nyírbakta el 7 de mayo de 1871. Era primo del también conde Mihály Károlyi. Se graduó en Derecho en las universidades de Budapest, Berlín y Bonn. Se dedicó a administrar sus fincas en Arad y entre 1905 y 1918 fue senador.
De 1906 a 1910, gobernó tanto Arad como la provincia homónima y de 1913 a 1918 fue miembro del Partido Constitucional. Durante la Primera Guerra Mundial se presentó voluntario para combatir en el frente ruso.

## Primer ministro contrarrevolucionario
Károlyi encabezó el primer Gobierno contrarrevolucionario de Hungría, formado por indicación francesa en Arad el 5 de mayo de 1919. El Gobierno rumano, hostil a su formación, le mantuvo detenido junto con el resto de los miembros de su gabinete del 13 al 22 de mayo. Fue liberado gracias a la mediación francesa y el Gobierno se trasladó a Szeged, nuevamente con ayuda de Francia. A pesar de esta ayuda, Francia no reconoció su Gobierno y lo utilizó como posible sustituto del comunista de Béla Kun y para moderar las exigencias de sus aliados rumanos y yugoslavos.
Las relaciones de su Gobierno con los yugoslavos fue en general cordial, facilitando estos ayuda a los contrarrevolucionarios. La actitud de Rumanía fue, por el contrario, mucho más hostil: Károlyi y algunos de sus ministros eran grandes terratenientes transilvanos y del Banato, por lo que se oponían a la concesión de estos territorios a Rumanía, dificultando la colaboración entre el gobierno de Szeged y los rumanos.
La composición del gobierno, moderada al comienzo por indicación francesa, fue escorándose a la derecha con cada cambio en el gabinete. En el segundo y tercero el puesto de ministro de Asuntos Exteriores pasó al aristócrata transilvano Pál Teleki, que rechazó la propuesta de los rumanos de subordinar sus tropas al Ejército rumano para combatir al gobierno comunista de Budapest. Kaŕolyi hubo de sacrificar a algunos notables moderados y liberales para lograr el apoyo de los oficiales y de los exiliados de Viena. Junto a Teleki, otro miembro del Comité Antibolchevique vienés (ABC) ocupó el puesto de ministro del Interior, mientras que el almirante austrohúngaro Miklós Horthy fue nombrado ministro de Defensa, con el futuro primer ministro Gyula Gömbös como viceministro.
Durante el gobierno de Károlyi se formó el Ejército Nacional, contrarrevolucionario, y comenzó la intimidación de los sospechosos de simpatizar con el gobierno comunista, entre los que se incluía a los judíos. Károlyi lamentó los desmanes contra estos, pero insinuó que se oponían a su Gobierno y simpatizaban con el de Budapest.
Falto de recursos, se negó a sostener económicamente a los numerosos refugiados de los territorios tomados por los países vecinos, oponiéndose a la emigración.
Con sus relaciones con los franceses tornándose cada vez peores pero dependiendo de ellos, el 12 de julio de 1919 hubo una gran reorganización del Gobierno contrarrevolucionario, del que desaparecieron las figuras más desagradables para los franceses, entre ellos Horthy, Gömbös o el propio Károlyi, que dio paso a un breve gobierno más moderado pero que pronto desilusionó a los más radicales y perdió el control del Ejército.

## Alejado del Gobierno
En la década de 1920, estuvo alejado de las tareas de gobierno y residió en sus posesiones húngaras. En 1927, sin embargo, volvió al Senado.

## Primer ministro en la crisis

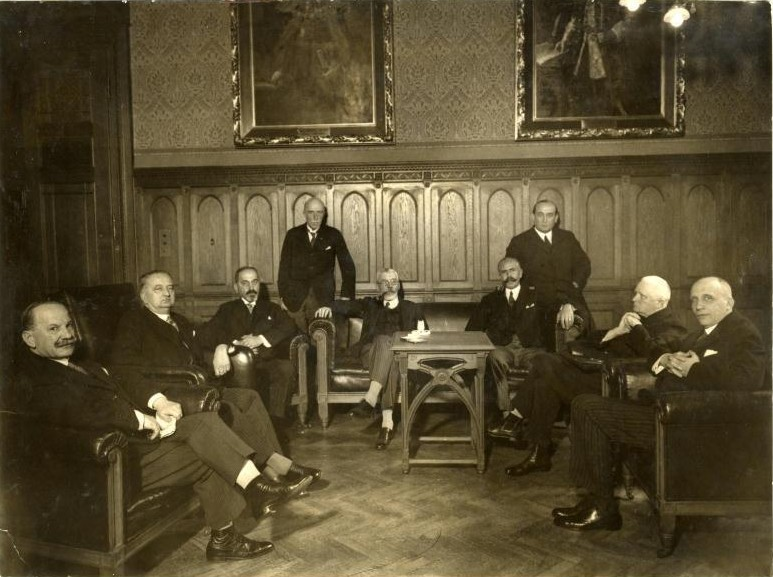
El gabinete de Károlyi en agosto de 1931, a los pocos días de tomar posesión. No logró acabar con la grave crisis económica en la que se hallaba sumido el país. A finales de 1932 dio paso a otro presidido por Gyula Gömbös, que había sido ministro de Defensa con Károlyi (en la imagen, de pie, a la derecha).

Sirvió en el último gabinete de Esteban Bethlen como ministro de Asuntos Exteriores a partir del 10 de diciembre de 1930. Tras el estallido de la gran crisis financiera en Europa central debido a la bancarrota del mayor banco austrohúngaro que mantenía grandes inversiones en los territorios del antiguo país, el Creditanstalt, el gabinete de Bethlen dimitió el 19 de agosto de 1931. Fue sustituido por su correligionario el conde Károlyi. Amigo personal de Bethlen y familia política del regente, Károlyi era más conservador pero menos hábil que su predecesor. Su nombramiento no solo no logró solucionar la crisis política, sino que atizó el descontento. Károlyi, honesto y preocupado por la situación de los pobres, rechazaba, sin embargo, toda reforma de importancia.
La bancarrota del banco austriaco, mediante el que los bancos húngaros estaban conectados con el sistema financiero de Europa occidental, hizo depreciarse a la moneda húngara, con la consiguiente mayor dificultad de adquisición de divisa extranjera necesaria para la compra de materias primas para la industria magiar, que agudizó la crisis económica en el país. Károlyi intentó en vano seguir una política de ahorro presupuestario. El propio partido gubernamental retiró su apoyo a Károlyi, lo que llevó al regente y a los principales dirigentes políticos a sopesar su relevo. Los intentos de aprobar medidas contra algunos abusos de las altas finanzas judías llevaron a estas a respaldar la agitación profascista de Gömbös, que se había extendido entre importantes sectores —el Ejército, la Administración civil o el propio partido gubernamental—.
Incapaz de superar la crisis y asediado por el malestar popular azuzado por la derecha radical, Károlyi hubo de dejar paso a su oponente Gömbös —principal representante de los radicales— en octubre de 1932, poniéndose así fin a los Gobiernos conservadores tradicionalistas que habían dominado la política húngara desde el hundimiento de la República Soviética Húngara en 1919.